# Oosterhout Vijf Eiken
Oosterhout Vijf Eiken was een goederenspoorlijn in Oosterhout die uitkwam op het gelijknamige bedrijventerrein. De spoorlijn werd in 1991 voor het laatst gebruikt. Er bestonden plannen om de spoorlijn om te bouwen voor het lightrail-concept, maar de spoorlijn is in 2010 uiteindelijk opgebroken.